# Henry Shaw
Henry Shaw (Sheffield, Inglaterra 24 de julio de 1800- St. Louis 25 de agosto de 1889) hombre prominente de su época, filántropo, amante de la botánica y fundador del jardín botánico de Misuri.

## Biografía
Henry Shaw nació en 1800 en Sheffield ciudad industrial de Inglaterra. El 3 de mayo de 1819 cuando tenía dieciocho años se trasladó a St. Louis con la intención de importar bienes desde St. Louis a través de los ríos Misisipi y Misuri.
Dos décadas de éxitos financieros en St. Louis le permitieron abandonar las operaciones de los negocios y dedicarse a quehaceres más refinados.
En 1840 comenzó un periodo de casi diez años de viajes, en los que visitó museos y jardines botánicos en Europa, Asia Menor, y Rusia. También visitó Chatsworth, en Derbyshire, Inglaterra, donde vio el Arboretum Joseph Paxton y la colección de plantas de todo el mundo clasificadas con rotulos del duque de Devonshire. Con estas visitas maduró la idea de crear una empresa cultural semejante en St. Louis, su hogar de adopción.
En las siguientes tres décadas, Henry Shaw fue dando forma a sus sueños, de crear un lugar de belleza y distinción que sirviera para educar y mejorar a los ciudadanos americanos. Para lo cual fue transformando su finca de "Tower Grove", en uno de los jardines botánicos punteros de la nación.
En un principio, fue ordenando miles de plantas, distribuyéndolas con unos criterios de jardín, según las tres grandes divisiones de "J. C. Loudon" : jardín, arboretum, y fruticetum. También lo fue adornando con miradores, con parterres, y suelos de herbáceas de plantas científicamente seleccionadas. Henry Shaw consultaba regularmente con William Jackson Hooker, el director del Real Jardín Botánico de Kew, también tenía como asesor al botánico de Harvard Asa Gray para el establecimiento de unas infraestructuras de investigación para científicos. El médico y botánico de St. Louis George Engelmann, la mayor autoridad de la nación en cactus americanos fue su asesor más influyente.
Los "Shaw’s Garden" (actualmente Jardín Botánico de Misuri) se abrieron al público en 1859 a legiones entusiastas de visitantes ávidos de poder ver una de las primeras instituciones botánicas del país. En los siguientes treinta años, Henry Shaw aumentó las plantaciones, con nuevas especies de plantas que iban descubriendo los grandes buscadores de plantas de su tiempo.
En 1867 Henry Shaw empezó a trabajar intensivamente, para acondicionar el Tower Grove Park, una franja de 112 ha de terreno adjunta a la parte sur del jardín botánico. A pesar de la creciente popularidad de diseñador paisajista de jardines Frederick Law Olmsted y su estilo pastoral, Henry Shaw eligió otra vez el diseño de jardín donde se enfatiza en las plantas como especímenes, en consonancia con su visión educativa. Con sumo cuidado distribuyó los árboles según sus niveles de alturas, ornamentando el paisaje con plantas exóticas, pabellones de estilo oriental y casas de verano.
Henry Shaw dejó Tower Grove Park como legado para la ciudad de Saint Louis. Escribió tratados botánicos, equipó la escuela de Botánica de la Universidad de Washington, ayudó en la fundación de la "Missouri Historical Society", y donó a la ciudad una escuela y los terrenos para la construcción de un hospital. De los regalos de Henry Shaw, sin lugar a dudas el Jardín Botánico de Misuri es el más conocido.

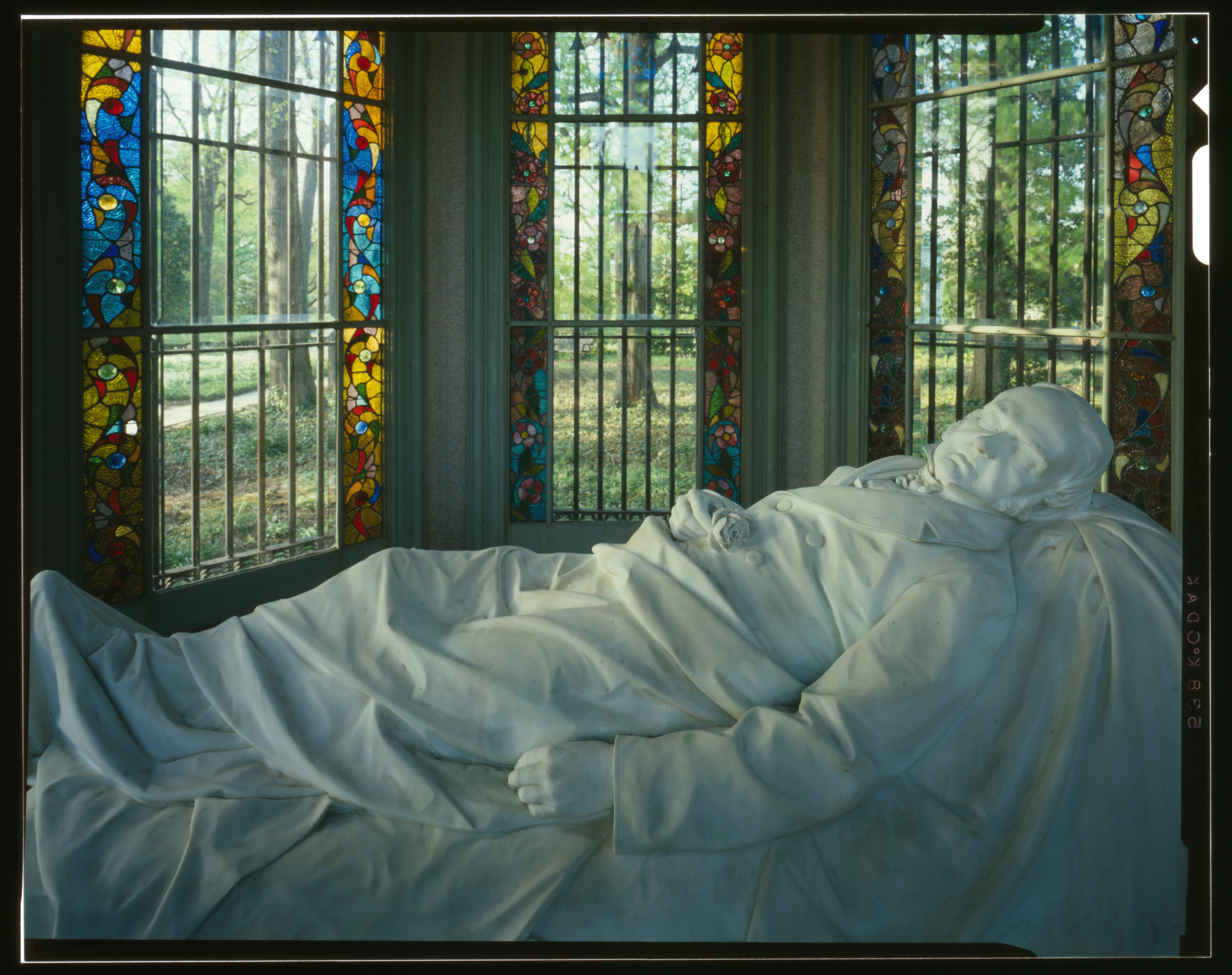
Estatua yacente en el mausoleo de Shaw, Missouri Botanical Garden

- La abreviatura «H.Shaw» se emplea para indicar a Henry Shaw como autoridad en la descripción y clasificación científica de los vegetales.[1]